# ناحیه کوئوپیو
ناحیه کوئوپیو یکی از زیرمجموعه‌های ساوونیای شمالی و یکی ازناحیه‌ها در فنلاند از سال ۲۰۰۹ است.

## شهرداری‌ها
| نشان ملی             | شهرداری             |
| -------------------- | ------------------- |
| Kuopion vaakuna      | کوئوپیو (شهر)       |
| Siilinjärven vaakuna | سیلین‌یروی (شهرداری) |